# Marlon Santi
Marlon René Santi Gualinga (Sarayacu, 1976) es un dirigente indígena y político ecuatoriano de nacionalidad kichwa.
Marlon Santi fue politizado en las luchas de su comunidad nativa Sarayacu contra las empresas petroleras. En 2004 se hizo presidente de Sarayacu. A consecuencia de su oposición a las petroleras fue también amenazado de muerte.
El 12 de enero de 2008 en Santo Domingo de los Tsachilas fue elegido por unanimidad presidente de la CONAIE como el líder más joven en su historia. Pronto después de su inauguración, su mujer Miriam Cisneros fue secuestrada y torturada por autores desconocidos. Humberto Cholango, entonces presidente de ECUARUNARI, lo reconoció por sus capacidades organizativas.

## Cargos
Fue Presidente de la Confederación de Nacionalidades Indígenas del Ecuador CONAIE, Marlon Santi, declaró la movilización nacional de todas las bases de la organización para defender la tierra, el territorio y los recursos naturales. Aquí estamos los verdaderos defensores de la Soberanía Nacional, dijo.
Marlon Santi, demandó la inmediata desmilitarización de los territorios indígenas así como expresó la solidaridad de la organización al pueblo de Dayuma, donde se violaron los derechos humanos y donde se quiso impedir el derecho a la protesta.
Igual exhortó al gobierno de Rafael Correa y a la Asamblea Constituyente a impedir el saqueo del agua, el petróleo, los minerales y la biodiversidad en las tierras y territorios de las nacionalidades y pueblos indígenas.

## Compromiso
Marlon Santi y el nuevo Consejo de Gobierno se comprometieron a realizar una gestión dirigencial humilde pero consecuente con los mandatos colectivos de las nacionalidades.